# Schmitten im Taunus
Schmitten im Taunus – gmina w Niemczech, w kraju związkowym Hesja, w rejencji Darmstadt, w powiecie Hochtaunuskreis. Do 25 sierpnia 2021 nazwa gminy brzmiała Schmitten.

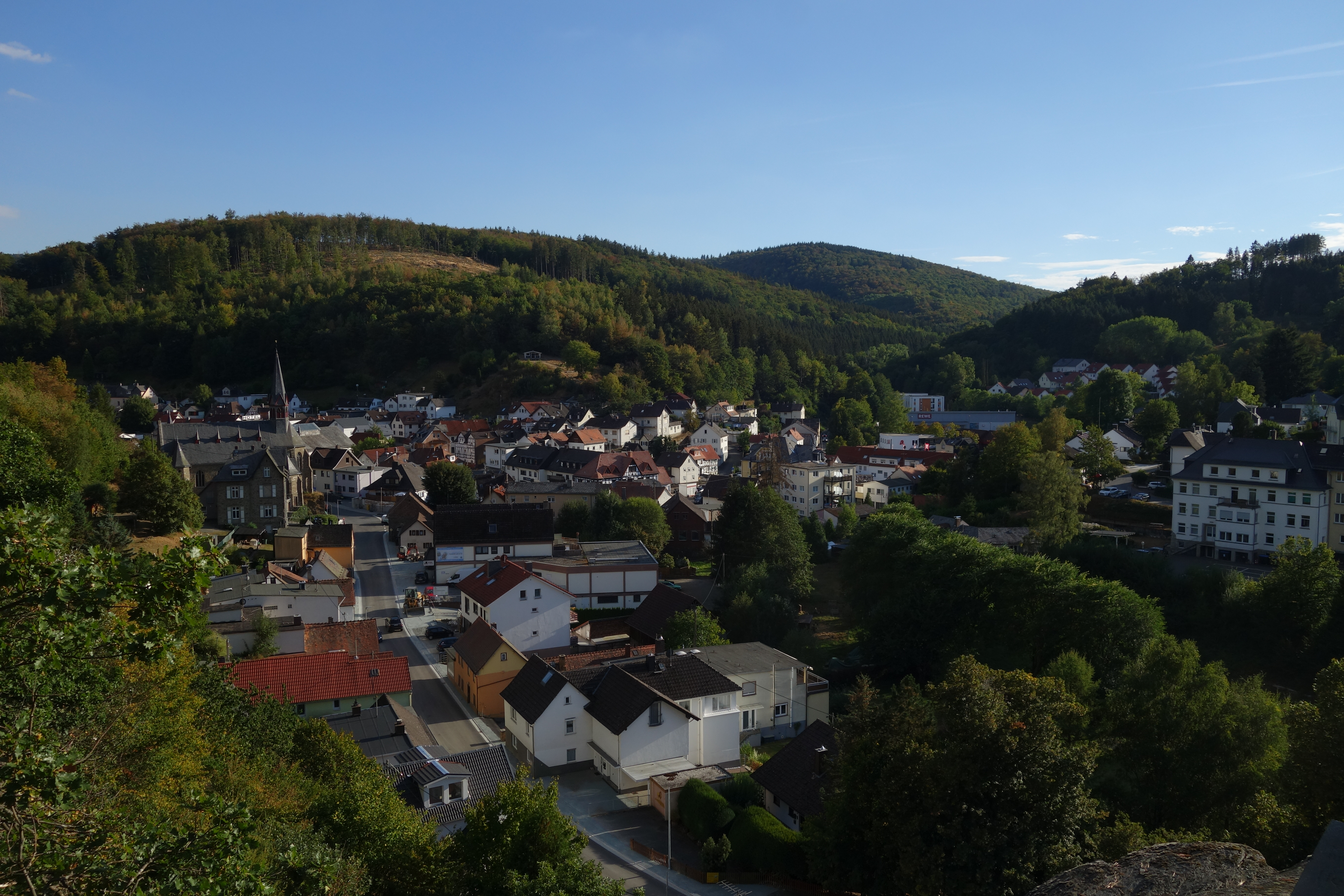
Widok na Schmitten